# Wilfried Labmeier
Wilfried Labmeier (* 27. August 1953 in München; † 23. Mai 2010 ebenda) war ein deutscher Schauspieler.

## Leben
Der gebürtige Münchner Labmeier absolvierte seine Schauspielausbildung am Berliner Reinhardt-Seminar. Als Bühnenschauspieler erhielt er Engagements in München (Volkstheater), Hamburg (Thalia Theater), Frankfurt (Städtische Bühnen) und Köln (Schauspielhaus). Auf der Theaterbühne verkörperte er u. a. die Titelrollen in Carl Sternheims Bürger Schippel und Heiner Müllers Philoktet, Thisbe in William Shakespeares Sommernachtstraum, den Bräutigam in Bert Brechts Kleinbürgerhochzeit und den Kasimir in Ödön von Horváths Kasimir und Karoline.
Daneben nahm Labmeier auch zahlreiche Rollen in Film und Fernsehen an. Unter der Regie von Joseph Vilsmaier spielte er im Drama Und keiner weint mir nach nach Siegfried Sommer, unter der Regie von Dominik Graf im Drama Deine besten Jahre sowie im Thriller Der Skorpion. Außerdem war er in der Teenie-Komödie Mädchen, Mädchen 2 – Loft oder Liebe, im Drama Die Wittelsbacher und in verschiedenen Filmen der Reihen Tatort und Polizeiruf 110 zu sehen. Außerdem spielte er Gastrollen in zahlreichen Fernsehserien wie Aus heiterem Himmel, Rußige Zeiten, Der Bulle von Tölz, Die Rosenheim-Cops, SOKO 5113, Der Alte und Café Meineid.
Einem breiten Publikum wurde er durch seine Rolle als einfältiger Bauer Hubert Gassner bekannt, den er zwischen 2002 und 2010 in der ZDF-Serie Forsthaus Falkenau verkörperte.
Wilfried Labmeier starb im Alter von 56 Jahren am Pfingstsonntag 2010 und wurde auf dem Münchner Waldfriedhof bestattet.

## Filmografie (Auswahl)
- 1981: Das Haus im Park
- 1982: Kampftag
- 1996: Und keiner weint mir nach
- 1997: Der Bulle von Tölz: Bei Zuschlag Mord
- 1999: Südsee, eigene Insel
- 1999: Deine besten Jahre
- 1999: Tatort – Das Glockenbachgeheimnis
- 1999: Eine Hand schmiert die andere
- 2000: Tatort – Viktualienmarkt
- 2002: Die Rosenheim-Cops – Stockl ermittelt
- 2002–2010: Forsthaus Falkenau
- 2002–2008: Um Himmels Willen
- 2003: Der Bulle von Tölz: Freier Fall
- 2003: Tatort – Der Prügelknabe
- 2004: Tatort – Vorstadtballade
- 2004: Mädchen, Mädchen 2 – Loft oder Liebe
- 2005: Tatort – Tod auf der Walz
- 2005: Polizeiruf 110 – Die Prüfung (Fernsehreihe)
- 2005: Polizeiruf 110 – Der scharlachrote Engel
- 2005: Die Wittelsbacher
- 2006: Schuld und Rache
- 2007: Polizeiruf 110 – Taubers Angst
- 2007: Das letzte Stück Himmel
- 2008: Der Alte – Folge 328: Ein Mörder in unserem Dorf
- 2008: Der Bulle von Tölz: Die Leonhardifahrer
- 2008: Der Kaiser von Schexing – Abseits
- 2009: Die Rosenheim-Cops – Tod eines Lüftlmalers